# Pseudomyoleja nigricrus
Pseudomyoleja nigricrus är en tvåvingeart som beskrevs av Han och Amnon Freidberg 1994. Pseudomyoleja nigricrus ingår i släktet Pseudomyoleja och familjen borrflugor. Inga underarter finns listade i Catalogue of Life.